# Abdelouahab Laraki
Pour les articles homonymes, voir Laraki (homonymie).
Abdelouahab Laraki est un homme politique marocain né à Fès.
Il a été sous-secrétaire d’État au Commerce dans le gouvernement Mohamed Benhima.